# Postproduction Supervisor
Postproduction Supervisor ist eine rechtlich ungeschützte Berufsbezeichnung für die Tätigkeiten eines Koordinators im Postproduktionsprozess eines Films oder einer Fernsehsendung. Seine Hauptaufgabe ist es, die Arbeiten nach dem Abschluss des Filmdrehs terminlich und finanziell zu koordinieren, damit die erforderlichen Tätigkeiten  – wie z. B. der Filmschnitt, dann nachfolgend das Sounddesign, die Erstellung der VFX-Effekte, der Filmtitel usw. – nach den Vorgaben des Produzenten und des Regisseurs plangemäß durchgeführt werden können.